# خورخه ارناندس
خورخه ارناندس (انگلیسی: Jorge Hernández; ۱۷ نوامبر ۱۹۵۴ – ۱۲ دسامبر ۲۰۱۹) بوکسور اهل کوبا بود.